# 塞斯·梅耶斯深夜秀
《塞斯·梅耶斯深夜秀》（英語：Late Night with Seth Meyers）是一档在NBC播出的美国深夜脱口秀。该节目于2014年2月24日开播，由百老汇影视和环球电视联合制作。它是NBC的第四代《深夜秀》。驻场乐队为弗雷德·阿米森领衔8G乐队。深夜秀由前《周六夜现场》的制作人迈克·舒美克和《周六夜现场》的高级制片洛恩·迈克尔斯担任制片人。节目在纽约的洛克菲勒中心内的8G演播室录制。
该节目通常在美国东部时间周一至周四的12:37播出当天录制的新一期节目，而周五则为重播。节目以塞斯梅耶斯的新闻独白为开场，与其他主持在舞台上讲笑话不同，塞斯在访谈区讲笑话。该节目还包含了喜剧环节、小品、访谈以及一段音乐或单口喜剧表演。在节目的标志性环节A Closer Look中，塞斯深入时事，使节目具有了政治驱动型的属性。 节目的平均收视为每晚150万人。
2016年11月13日，NBC与塞斯·梅耶斯续约至2021年。

## 歷史
该系列节目是《深夜秀》的第四代節目，最早先的節目由大卫·莱特曼（David Letterman）擔任主持。当吉米·法伦宣布成为《今夜秀》（现为《吉米·法伦今夜秀》）的下一任主持人时，塞斯·梅耶斯被任命为《深夜》主持人。一周后他接替了上一任主持人杰·雷诺。梅耶斯的第一批嘉宾是週六夜現場的同事、《周末更新》联合主播艾米·波勒、副总统乔·拜登以及音乐表演A Great Big World，节目的室内乐队The 8G Band由独立乐队Les Savy Fav和Girls Against Boys的成员组成。每期节目中，梅耶斯办公桌上的咖啡杯来自NBC网络联盟。
2014年9月2日，節目在場地裝修後首次播出。